# Giulio Visconti Borromeo Arese
Giulio Visconti Borromeo Arese, hrabia di Brebbia – był lombardzkim szlachcicem i austriackim dyplomatą.
W latach 1727-1728 pełnił funkcję posła dworu wiedeńskiego w Londynie. W latach 1733–1734 był ostatnim austriackim wicekrólem Neapolu.